# Mira Furlan
Mira Furlan (7 de setembre de 1955 - 20 de gener de 2021) va ser una actriu i cantant croata. Internacionalment, va ser més coneguda pels seus papers com l'ambaixadora Minbari Delenn a la sèrie de televisió de ciència-ficció Babylon 5 (1993–1998), i com a Danielle Rousseau  a Lost (2004–2010), i també va aparèixer en múltiples pel·lícules guardonades com ara El pare en viatge de negocis (1985) i Ostavljeni (2010).

## Primers anys
Furlan va néixer el 7 de setembre de 1955 en una família intel·lectual i acadèmica que incloïa un gran nombre de professors universitaris a Zagreb, República Socialista de Croàcia, que formava part de Iugoslàvia en aquell moment. Era filla de Branka Weil, d'origen bosniojueva i serbobosniana, i Ivan Furlan, un pare. d'ascendència mixta esloveno-croata.
De petita, Furlan estava obsessionada amb la música rock and roll estatunidenca. Es va interessar per actuar quan era adolescent.
Furlan es va graduar a l'Acadèmia d'Arts Dramàtiques de Zagreb amb llicenciatura en teatre. Simultàniament, va fer classes d'idiomes. a la Facultat d'Humanitats i Ciències Socials de la universitat, parlant amb fluïdesa anglès, alemany i francès.

## Carrera

### Actuació
Furlan era membre del Teatre Nacional Croat de Zagreb i va aparèixer amb freqüència a la televisió i pel·lícules iugoslaves. Va interpretar Ankica Vidmar a la pel·lícula El pare en viatge de negocis, que va guanyar la Palma d'Or al 38è Festival Internacional de Cinema de Canes el 1985 i fou nominada a l'Oscar a la millor pel·lícula de parla no anglesa. A finals de la dècada de 1980, va actuar en produccions teatrals tant a Zagreb com a Belgrad.
Furlan es va convertir en membre de l'Actors Studio el 1992 després de traslladar-se a Nova York per fugir de les Guerres Iugoslaves.Més tard aquell any, els seus contactes de teatre als EUA. la va ajudar a obtenir els permisos de treball necessaris per actuar amb l'Indiana Repertory Theatre com a protagonista a Yerma.
Va aparèixer als escenaris de la ciutat de Nova York i Los Angeles. Va interpretar el paper central de l'ambaixador de Minbari Delenn durant les cinc temporades de Babylon 5, i algunes de les pel·lícules de televisió associades. Entre 2004 i 2010 va interpretar el paper recurrent de Danielle Rousseau a Lost. El 2009, va aparèixer en un episodi de NCIS, titulat "South By Southwest".
L'any 2002, va tornar a Croàcia després d'onze anys per ocupar el paper principal a la producció de la Medea d'Eurípides de la companyia de teatre Ulisses de Rade Šerbedžija.

### Cantant
A la dècada de 1980, Furlan va aparèixer breument com a cantant de Le Cinema, un spin-off de la banda de rock Film. El 1998 va editar un àlbum, Songs From Movies That Have Never Been Made.
Furlan també va cantar al grup The be five, que va produir un únic àlbum el 1998, Trying to forget.

### Escriptora
Furlan va escriure l’obra Dok nas smrt ne razdvoji (Fins que la mort ens separi), ambientada a Zagreb en la dècada del 1970. Una col·lecció de les seves columnes a la desapareguda revista croata Feral Tribune es va publicar com el llibre Totalna rasprodaja el 2010.

## Vida personal
El marit de Furlan era el director de cinema Goran Gajić, que era un serbi ètnic. Ell va dirigir-la en un episodi de Babylon 5 i en nombroses obrse de teatre, com en una adaptació d’Antígona de Sòfocles.
Furlan va estar activa al moviment feminista iugoslau als anys vuitanta.
Dos cops al mes a finals de la dècada de 1980, Furlan feia el trajecte de tres hores entre Zagreb i Belgrad, on estava establert el seu marit, per actuar en produccions de teatre a ambdues ciutats. Quan va començar la Guerra de la independència croata l'any 1991, va ser acomiadada pel Teatre Nacional de Croàcia per negar-se a deixar d'actuar en una producció teatral de Belgrad. Una campanya de difamació pública posterior va posar els seus col·legues i amics en contra d'ella mentre rebia missatges amenaçadors al seu contestador automàtic. Furlan va escriure una carta pública expressant la seva profunda decepció pel comportament dels seus conciutadans i col·legues i les amenaces del nacionalistes contra ella. La parella va marxar al novembre 1991, en els primers dies de la dissolució de Iugoslàvia, emigrà a la ciutat de Nova York.
Furlan va donar a llum l'únic fill de la parella, Marko Lav, el 1998.

### Malaltia i mort
Furlan va morir a casa seva a Los Angeles el 20 de gener de 2021, a l'edat de 65 anys, havent patit complicacions de febre del Nil occidental durant el temps previ a la seva mort. A la seva mort, el director de teatre Ivica Buljan del Teatre Nacional de Croàcia va emetre una disculpa en nom del teatre pel tractament que havien donat a Furlan a principis dels anys noranta. Al cap d'una setmana, el setmanari croat Globus va emetre una altra disculpa per haver publicat tres fulletons atacant l'actriu el 1992 que van tenir un paper clau en la campanya de desprestigi públic.

## Premis
- Festival de Cinema de Pula 1982 Premi Golden Arena a la Millor actriu secundària a la pel·lícula Kiklop.[23]
- Festival de Cinema de Pula 1986 Premi Golden Arena per a Millor actriu a Lepota poroka.[24]
- 1990 Premi Dubravko Dujšin[6]
- Premi del jurat del Balkan New Film Festival 2013 a la millor actriu a Ostavljeni.[25]

## Filmografia selecta
| Any  | Títol                        | Paper                       | Notes           | Ref           |
| ---- | ---------------------------- | --------------------------- | --------------- | ------------- |
| 1985 | Horvatov izbor               | Eva Horvatek                |                 | [ 26 ]        |
| 1985 | El pare en viatge de negocis | Ankica Vidmar               |                 | [ 27 ]        |
| 1986 | Lepota poroka                | Jaglika                     |                 | [ 27 ]        |
| 1988 | Brothers by Mother           | Vranka                      |                 | [ 27 ] [ 26 ] |
| 1988 | El Camino del Sur            | Bessi                       |                 | [ 27 ] [ 26 ] |
| 2008 | Turneja                      | Sonja                       |                 | [ 27 ]        |
| 2010 | Cirkus Columbia              | Lucija                      |                 | [ 26 ]        |
| 2010 | Ostavljeni                   | Cica                        |                 | [ 28 ]        |
| 2013 | Venuto al mondo              | Velida                      |                 | [ 29 ] [ 27 ] |
| 2014 | Sa mamom                     | Jasna                       |                 | [ 30 ]        |
| 2020 | Pred nama                    | Jovana                      | Curt            |               |
| 2021 | Burning at Both Ends         | Agnes                       | Estrena pòstuma |               |
| 2021 | SAVA                         | veu de Sava www.savadoc.com |                 |               |

| Any       | Títol                        | Paper                           | Notes                                                                 | Ref           |
| --------- | ---------------------------- | ------------------------------- | --------------------------------------------------------------------- | ------------- |
| 1990–1991 | Bolji život                  | Finka Pašalić                   |                                                                       | [ 31 ]        |
| 1993–1998 | Babylon 5                    | Delenn                          | paper principal                                                       | [ 29 ]        |
| 1997      | Spider-Man                   | Silver Sable                    | veu                                                                   | [ 32 ]        |
| 2004–2010 | Lost                         | Danielle Rousseau               | Paper recurrent (temporades 1–4) Convidada (Temporada 6): 22 episodis | [ 29 ] [ 27 ] |
| 2008      | Vratiće se rode              | Jagoda                          |                                                                       | [ 31 ] [ 33 ] |
| 2009      | NCIS                         | Dina Risi                       | "South by Southwest", Season 6, episodi 17                            | [ 29 ]        |
| 2010      | Najbolje godine              | Violeta                         | Convidat (temporadan 2): 25 episodis                                  | [ 34 ]        |
| 2016-2017 | Just Add Magic               | The Traveller                   | 6 episodis                                                            | [ 27 ]        |
| 2020      | Just Add Magic: Mystery City | The Traveller                   | Just Add Volume                                                       |               |
| 2020      | Space Command                | Vonn Odara/Evelynn 'Vonn' Odara | 5 episodis                                                            |               |
| 2021      | Arcane                       | Babette                         | veu, estrena pòstuma                                                  |               |

| Any  | Títol                     | Paper            | Notes                                                             |
| ---- | ------------------------- | ---------------- | ----------------------------------------------------------------- |
| 2015 | Payday 2                  | The Butcher      | Veu i semblança, també va aparèixer al tràiler d'acció en directe |
| 2020 | Beyond Blue               | Irina            |                                                                   |
| 2020 | Mafia: Definitive Edition | Veus addicionals |                                                                   |